# Giovanna Pertile
Giovanna Pertile (Venezia, 29 maggio 1992) è una cestista italiana.

## Carriera
Giocatrice di basket nella massima serie femminile, diplomata al liceo scientifico Azzarita di Roma, e poi iscritta all'università di Scienze Politiche "Guglielmo Marconi".
Guardia-ala di 182 cm, è cresciuta nel sempre vivaio della Reyer e si è messa in luce fin da giovanissima. Già a 16 anni, nel 2008, oltre che nelle categorie giovanili era protagonista pure nel campionato di serie A3, giocando quasi 28 minuti a partita e andando in doppia cifra di media per punti segnati. In estate era stata protagonista anche dell'Europeo under 16, chiuso dall'Italia in seconda posizione alle spalle della sola Spagna.
Nel 2009 entra a far parte del progetto College Italia. È limitata dagli infortuni che la costringono a saltare diverse partite, però nella prima stagione nelle 11 volte in cui riesce a scendere in campo segna quasi 12 punti di media e raccoglie oltre 6 rimbalzi. In A2 l'anno successivo le medie saranno di 6 punti e 4 rimbalzi a partita.
Nell'estate 2011 partecipa ai Mondiali Under 19 in Cile. Nella nazionale che chiuderà al 10º posto Giovanna segna 4,5 punti a partita, con un massimo di 10 contro la Cina.
Chiuso il ciclo con il College Italia, è protagonista della prepotente risalita della Reyer Venezia in serie A1. Nonostante la sfortuna continui a perseguitarla (una frattura alla mano la tiene a lungo ferma), nell'estate 2012 partecipa con la nazionale under 20 agli Europei di Debrecen, l'Italia non va benissimo e arriva tredicesima, ma Giovanna si fa ben valere con 8 punti e 5 rimbalzi a partita nei 23 minuti in cui di media resta in campo. Poi nel 2012/13 è tra le giocatrici cardine della promozione dell'Umana in serie A1. Parte in quintetto in tutte le partite, segna quasi 10 punti a partita, con un massimo di 23 contro la Virtus Cagliari, e quindi si guadagna l'accesso al massimo campionato nel migliore dei modi, con un'altra vittoria nella Coppa Italia di A2 contro Ragusa, con un totale di 26 punti, protagonista indiscussa, oltre che alla coppa intasca ben altri due trofei come miglior giovane e MVP. Insomma, è attesa al debutto in serie A1 come una delle giovani emergenti più promettenti del basket italiano. Anche l'inizio del 2013/14 è notevole. Parte sempre nello starting five, segna 8 punti a una squadra ambiziosa come Lucca, poi con Priolo e Orvieto arriva addirittura a 14, ma la malasorte torna a colpire e così un grave infortunio al ginocchio le fa terminare la stagione dopo appena sei partite.
Segue una lunga riabilitazione e nell'estate 2014 è pronta per rientrare. Venezia nel frattempo però ha allestito una squadra molto importante per puntare decisa alle prime posizioni della graduatoria e così, dopo il lungo stop fatica a trovare spazio. A inizio dicembre si trasferisce in prestito a Trieste. La squadra allora allenata da coach Giuliani è in difficoltà e a fine anno finirà per retrocedere, Giovanna però dimostra di meritare ampiamente la massima categoria ed è sempre tra le migliori. Al debutto con La Spezia ne infila subito 17, va poi in doppia cifra altre quattro volte, con il massimo di 18 messo a segno contro un'avversaria forte come Ragusa. Grazie a queste prestazioni si merita la convocazione con la nazionale sperimentale che parteciperà alle Universiadi in Corea del Sud, anche lì con ottimi risultati.
Nella stagione 2015-16 arriva il trasferimento a Umbertide, in una squadra giovane e combattiva proprio come lei, ma dopo 17 partite deve fermarsi per un nuovo infortunio al ginocchio.
Ancora in fase di recupero, nell'estate 2016, arriva la chiamata da parte della Pallacanestro Torino, ma a fine stagione si infortuna nuovamente al ginocchio.

## Statistiche

### Cronologia presenze e punti in Nazionale
| Cronologia completa delle presenze e dei punti in Nazionale - Italia | Cronologia completa delle presenze e dei punti in Nazionale - Italia | Cronologia completa delle presenze e dei punti in Nazionale - Italia | Cronologia completa delle presenze e dei punti in Nazionale - Italia | Cronologia completa delle presenze e dei punti in Nazionale - Italia | Cronologia completa delle presenze e dei punti in Nazionale - Italia | Cronologia completa delle presenze e dei punti in Nazionale - Italia | Cronologia completa delle presenze e dei punti in Nazionale - Italia |
| Data                                                                 | Città                                                                | In casa                                                              | Risultato                                                            | Ospiti                                                               | Competizione                                                         | Punti                                                                | Note                                                                 |
| -------------------------------------------------------------------- | -------------------------------------------------------------------- | -------------------------------------------------------------------- | -------------------------------------------------------------------- | -------------------------------------------------------------------- | -------------------------------------------------------------------- | -------------------------------------------------------------------- | -------------------------------------------------------------------- |
| 10/12/2012                                                           | Orvieto                                                              | Ceprini Orvieto                                                      | 61 - 67                                                              | Italia                                                               | Amichevole                                                           | 3                                                                    | [ 2 ]                                                                |
| Totale                                                               |                                                                      | Presenze                                                             | 1                                                                    |                                                                      | Punti                                                                | 3                                                                    |                                                                      |

## Palmarès
- Campionato italiano di Serie A2: 1
Reyer Venezia: 2012-13
- Campionato italiano di Serie B: 1
Reyer Venezia: 2011-12
- Coppa Italia di Serie A2: 1
Reyer Venezia: 2013
- Coppa Italia di Serie B: 1
Reyer Venezia: 2012